# Solieria rustica
Solieria rustica är en tvåvingeart som beskrevs av Robineau-desvoidy 1849. Solieria rustica ingår i släktet Solieria och familjen parasitflugor.
Artens utbredningsområde är Frankrike. Inga underarter finns listade i Catalogue of Life.